# Robert Atkinson (philologue)
Robert Atkinson (6 avril 1839 - 10 janvier 1908) est un universitaire anglo-irlandais, connu comme philologue et spécialiste des textes.

## Biographie
Né à Gateshead le 6 avril 1839, il est le seul enfant de John Atkinson, qui est en affaires là-bas, et de sa femme Ann. Après avoir étudié à l'école primaire d'Anchorage, près de chez lui, de 1849 à 1856, il s'inscrit au Trinity College de Dublin, le 2 juillet 1856. Il passe les années 1857 et 1858 principalement à Liège. À son retour en Irlande, il travaille comme instituteur à Kilkenny jusqu'à ce qu'il obtienne une bourse du Trinity College en 1862. Il obtient sa licence le 16 décembre 1863, sa maîtrise en 1866 et sa licence en droit et son doctorat en 1869. En 1891, il reçoit le doctorat honorifique en littérature.
En 1869, Atkinson devient professeur d'université de langues romanes et, de 1871 jusqu'à sa mort, il occupe également la chaire de sanskrit et de philologie comparée. Il enseigne les langues romanes mais aussi le sanskrit, le tamoul, le télougou et d’autres langues vernaculaires indiennes. C'est un érudit en hébreu et il connait le persan, l'arabe et quelques autres langues d'Asie centrale et occidentale. Dans ses dernières années, il étudie le chinois. Son étudiant George Abraham Grierson rapporte l'intérêt pratique d'Atkinson pour les arts martiaux, notamment le Ju-jitsu.
Le 11 janvier 1876, Atkinson est élu membre de la Royal Irish Academy et, en mars, devient membre de son conseil. En 1876, il est choisi comme bibliothécaire. Secrétaire du conseil de 1878 à 1901, il est ensuite élu président. Entre-temps, en 1884, il est professeur Todd de langues celtiques à l'académie, prononçant une conférence inaugurale sur la lexicographie irlandaise le 13 avril 1885. Son influence se porte vers un projet de dictionnaire coûteux, considéré aujourd'hui comme grandiose, et qui n'a connu de progrès que lorsque Carl Marstrander s'est impliqué. Vers 1899, Atkinson est entraîné dans une controverse entre Douglas Hyde et John Pentland Mahaffy sur la valeur de la littérature irlandaise ancienne, qu'il estime peu. Dans son rapport à la commission sur l'enseignement secondaire, il attaque les éléments folkloriques, en particulier (par implication) la Silva Gadelica, et est lui-même fustigé pour avoir pris une position politique contraire à la ligne de la Ligue gaélique.
Atkinson est également botaniste et violoniste amateur. En 1907, sa santé décline. Il est décédé le 10 janvier 1908 à sa résidence, Clareville, Rathmines, près de Dublin, et est enterré au cimetière de Waltonwrays, Skipton, Yorkshire.

## Travaux

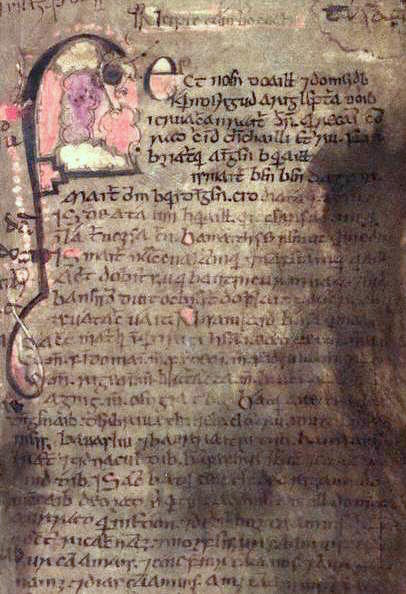
Le Livre de Leinster, pour lequel Robert Atkinson a écrit une introduction pour l'édition fac-similé

Atkinson s'intéresse principalement à la structure d'une langue, et son enseignement anticipe celui de Karl Brugmann. Dans les langues romanes, son œuvre majeure est une édition savante d'un poème franco-normand attribué à Matthieu Paris, la Vie de Seint Auban (1876). Dans le domaine des études coptes, il est un critique de l'œuvre d'Urbain Bouriant et de Francesco Rossi.
Ses liens avec la Royal Irish Academy attirent Atkinson vers les études celtiques. Il édite The Passions and Homilies du Leabhar Breac, avec traduction et glossaire (Dublin 1887, avec la Todd Introductory Lecture on Irish Lexicography), et Three Shafts of Death de Geoffrey Keating (Tri Bior-gaoithe an Bhais, Dublin, 1890), avec glossaire et annexes sur les formes linguistiques. Il écrit également les introductions de plusieurs fac-similés de manuscrits publiés par la Royal Irish Academy : The Book of Leinster (1880), The Book of Ballymote (1887) et The Yellow Book of Lecan (1896). Avec John Henry Bernard, il édite pour la Henry Bradshaw Society en 1898 The Irish Liber Hymnorum (2 vol.). Un glossaire des anciennes lois d'Irlande pour la série Rolls, 1901, est critiqué par Whitley Stokes. Il écrit également un article sur l'utilisation du mode subjonctif en gallois (Trans. Royal Irish Acad. 1894).

## Famille
Le 28 décembre 1863, Atkinson épouse, à Gateshead, Hannah Maria, quatrième fille de Thomas et Elizabeth Whitehouse Harbutt. Leur unique enfant, Herbert Jefcoate Atkinson, est ingénieur civil.

## Sources
- David Greene, Robert Atkinson et les études irlandaises, Hermathena n° 102 (printemps 1966), pp. 6–15. Publié par : Trinity College Dublin